# Dekanat wschodni (eparchia czerniachowska)
Dekanat wschodni – jeden z 2 dekanatów eparchii czerniachowskiej Rosyjskiego Kościoła Prawosławnego. Obejmuje cerkwie położone w rejonach: czerniachowskim, gwardiejskim, gusiewskim, prawdinskim, oziorskim i niestierowskim w obwodzie królewieckim.
Funkcję dziekana pełni protojerej Siergij Aleksijewicz.

## Cerkwie w dekanacie[1]
- Sobór św. Michała Archanioła w Czerniachowsku

Cerkiew św. Kseni Petersburskiej w Czerniachowsku
- Cerkiew św. Sergiusza z Radoneża w Czerniachowsku
- Sobór Wszystkich Świętych w Gusiewie[2]

Cerkiew św. Anny Kaszyńskiej w Gusiewie
Cerkiew św. Mikołaja w Krasnogorskim
- Cerkiew Zaśnięcia Matki Bożej w Gusiewie

Cerkiew Ikony Matki Bożej „Niewyczerpany Kielich” w Gusiewie
Kaplica św. Jerzego
- Cerkiew św. Jana Chrzciciela w Gwardiejsku
- Cerkiew św. Jana Teologa w Jermakowie
- Cerkiew Świętych Adriana i Natalii w Krasnolesju

Cerkiew Kazańskiej Ikony Matki Bożej w Kalinino
Kaplica św. Jerzego w Krasnolesju
Kaplica św. Olgi w Lesistym
- Cerkiew Świętego Ducha w Niestierowie

Cerkiew Wasyla Błogosławionego w Czernyszewskim
Cerkiew św. Katarzyny w Ługowym
Cerkiew św. Michała Archanioła w Newskim
Kaplica Augustowskiej Ikony Matki Bożej w Czernyszewskim
Kaplica św. Pantelejmona w Niestierowie
- Cerkiew Świętych Borysa i Gleba w Oziorkach
- Cerkiew św. Aleksandra Newskiego w Oziorsku

Cerkiew św. Pantelejmona w Majakowskim
- Cerkiew św. Jerzego w Prawdinsku
- Cerkiew Ikony Matki Bożej „Szybko Spełniająca Prośby” w Sławińsku
- Cerkiew Świętych Piotra i Febronii w Swobodzie
- Cerkiew św. Jana Kronsztadzkiego w Zagorskim
- Cerkiew Ikony Matki Bożej „Znak” w Znamieńsku

Cerkiew św. Dymitra Dońskiego w Znamieńsku
- Cerkiew Świętych Piotra i Pawła w Żeleznodorożnym

Cerkiew Smoleńskiej Ikony Matki Bożej w Mozyrzu
Kaplica Zaśnięcia Matki Bożej w Kryłowie